# Giuseppe Rescigno
Giuseppe Rescigno (Castel San Giorgio, 13 marzo 1934 – Malindi, 3 giugno 1984) è stato un bobbista italiano.

## Carriera sportiva
Ha partecipato nel 1968 ai Giochi olimpici invernali di Grenoble insieme a Leonardo Cavallini, Gianfranco Gaspari e Andrea Clemente.